# 印尼藍舌蜥
印尼藍舌蜥是分布于新幾內亞島和其他各個周圍島嶼的特有物種，主要生活在热带雨林中。属蓝舌石龙子属其中的一种。

## 介绍
印尼藍舌蜥是東部藍舌石龍子的近親，但其与后者不同，印尼藍舌蜥相當瘦還有長尾巴。亦与澳洲類藍舌石龍子不同，其在人工飼養下对湿度、温度有更高的需求。
印尼藍舌蜥是卵胎生动物，1胎有5-25隻幼體。
在野外以昆蟲、蝸牛和小型哺乳類和果實為食。

## 亚种
印尼藍舌蜥分三個亞種：首先被認可的亞種是（Schneider，1801年），中文名為印尼藍舌石龍子。第二個亞種是（Oudemans，1894），通常被稱為卡伊島藍舌石龍子。最後是，被稱為馬老奇藍舌石龍子。